# Olaf Wolters
Olaf Wolters (* 15. Dezember 1971 in Langenhagen, Deutschland) ist ein deutscher Rechtsanwalt und Lobbyist. Er war von 2005 bis 2011 Geschäftsführer des Bundesverbandes Interaktive Unterhaltungssoftware (BIU).

## Leben
Olaf Wolters wuchs mit vier Geschwistern in Hannover auf, wo er auch zur Schule ging. Sein Jura-Studium absolvierte er in Göttingen und Oslo. Nach dem Referendariat in Frankfurt am Main und New York wurde er 2001 zur Anwaltschaft zugelassen. Nach vierjähriger Tätigkeit als Medienanwalt in Frankfurt am Main wurde er im Sommer 2005 zum Geschäftsführer des neu gegründeten Branchenverbands der Computer- und Videospielanbieter BIU berufen, den er bis September 2011 führte. Von Oktober 2011 bis Mai 2018 arbeitete er als Rechtsanwalt in der Kanzlei Boehmert & Boehmert in Berlin und Potsdam. Die Kanzlei ist spezialisiert auf das Recht des geistigen Eigentums sowie gewerblichen Rechtsschutz. Von Mai 2018 bis März 2020 war Olaf Wolters General Counsel und Chief Compliance Officer bei dem Internetunternehmen idealo internet GmbH. Seit April 2021 ist er als Director Integrity & Compliance bei der TUI AG tätig.

## Berufliche Tätigkeit
Als Gründungsgeschäftsführer des BIU baute Olaf Wolters zunächst die Geschäftsstelle sowie die Verwaltung des Verbands auf. Von 2006 sowie 2009 führte er nach dem Amoklauf von Emsdetten sowie dem Amoklauf von Winnenden eine erbitterte Debatte mit der Politik um ein Verbot von Killerspielen. In Folge der politischen Auseinandersetzung um den Jugendschutz bei Computerspielen wurde die Unterhaltungssoftware Selbstkontrolle in Trägerschaft der Branchenverbände 2008 neu aufgestellt. Den Abschluss der politischen Killerspieldebatte markierte eine Counter-Strike-LAN-Party im Deutschen Bundestag.
Von 2005 bis 2011 war Olaf Wolters Vorstandsmitglied und Vorsitzender des Rechtsausschusses der Gesellschaft zur Verfolgung von Urheberrechtsverletzungen (GVU). In dieser Zeit ging die GVU gegen die illegale Video-on-Demand-Seite kino.to vor, was schließlich zur Abschaltung verschiedener Streaming-Portale führte.
Kontrovers verlief dagegen der von Olaf Wolters für den BIU initiierte Umzug der deutschen Branchenmesse für Computer- und Videospiele von Leipzig nach Köln. Nach Auseinandersetzungen über die Ausrichtung der deutschen Branchenmesse Games Convention, deren Träger der BIU war, verlagerte der Verband die Branchenmesse nach Köln, die dort seit 2009 als gamescom stattfindet.
Für idealo betreute Olaf Wolters die Schadensersatzklage gegen den Suchmaschinenanbieter Google wegen des Missbrauchs einer marktbeherrschenden Stellung. Grundlage der Klage ist die Entscheidung der Europäischen Kommission gegen Google ein Bußgeld in Höhe von 2,4 Mrd. EUR zu verhängen, weil das Unternehmen konzerneigene Dienste in der Suchmaschine bevorzugte.
Als Rechtsanwalt befasste sich Olaf Wolters hauptsächlich mit Rechtsverletzungen im Internet und dem Recht der digitalen Medien. Von 2016 bis 2020 hatte Olaf Wolters einen Lehrauftrag der Universität Paderborn für Medienrecht.

## Weblink
- Olaf Wolters auf der Website der Anwaltskanzlei Nordemann.